# Ioannis Palaiokrassas
Ioannis Palaiokrassas (în greacă Ιωάννης Παλαιοκρασσάς; n. 27 martie 1934, Atena, Regatul Greciei – d. 2 octombrie 2021, Atena, Grecia) a fost un om politic grec.
A fost ministru pentru finanțe și comisar european în Comisia Delors. La 14 iulie 1992, mașina lui Palaiokrassas a fost obiectul unui atac cu rachete în centrul Atenei. Atacul și-a ratat ținta, dar a ucis un trecător.